# Llista de monuments de Biure
Llista de monuments de Biure inclosos en l'Inventari del Patrimoni Arquitectònic Català per al municipi de Biure (Alt Empordà). Inclou els inscrits en el Registre de Béns Culturals d'Interès Nacional (BCIN) amb la classificació de monuments històrics i els Béns Culturals d'Interès Local (BCIL) de caràcter arquitectònic.
| Monument                                          | Protecció   | Estil/època                | Localització                                  | Coordenades                                          | Codi?         | Imatge |
| ------------------------------------------------- | ----------- | -------------------------- | --------------------------------------------- | ---------------------------------------------------- | ------------- | --- |
| Castell de Biure, dit dels Comtes de Torralba     | BCIN 796-MH | Obra popular XIV-XV        | Biure A 300 m al nord-oest del nucli urbà     | 42° 20′ 23″ N, 2° 53′ 29″ E / 42.339629°N,2.891303°E | RI-51-0005811 | Carregueu una nova foto d'aquest monument                                                                        |
| Biure, Biure d'Empordà                            | BCIL 2007   | Obra popular XVIII-XIX     | Biure Nucli antic                             | 42° 20′ 15″ N, 2° 53′ 42″ E / 42.337635°N,2.895021°E | IPA-17894     | Nucli de Biure · Vegeu més fotos d'aquest monument · Carregueu una nova foto d'aquest monument                   |
| Església de Sant Esteve de Biure                  | BCIL 2007   | Obra popular, barroc XVIII | Biure Pl. Constitució, 1                      | 42° 20′ 17″ N, 2° 53′ 42″ E / 42.337981°N,2.895033°E | IPA-17895     | Església de Sant Esteve de Biure · Vegeu més fotos d'aquest monument · Carregueu una nova foto d'aquest monument |
| Pont a Campmany                                   |             | Obra popular XX            | Biure Antiga carretera, fora d'ús             | 42° 21′ 13″ N, 2° 54′ 12″ E / 42.353745°N,2.903391°E | IPA-20469     | Carregueu una nova foto d'aquest monument                                                                        |
| Casa al carrer Processó, 6                        |             | Obra popular XX Inici      | Biure C. Processó, 6                          | 42° 20′ 17″ N, 2° 53′ 43″ E / 42.338045°N,2.895221°E | IPA-39139     | Carregueu una nova foto d'aquest monument                                                                        |
| Pont medieval de Biure                            |             | Obra popular Medieval      | Biure Al nucli urbà, damunt del riu Ricardell | 42° 20′ 13″ N, 2° 53′ 53″ E / 42.337034°N,2.898063°E | IPA-39145     | Carregueu una nova foto d'aquest monument                                                                        |
| Casa la Fraternitat, Centre Cívic, la Sala        | BCIL 2007   | Obra popular XX Inici      | Biure C. Maçanet - pl. del Carme              | 42° 20′ 17″ N, 2° 53′ 38″ E / 42.338124°N,2.893843°E | IPA-39291     | Carregueu una nova foto d'aquest monument                                                                        |
| Barraca de pedra seca al Regató Negre 1           | BCIL 2014   | Obra popular               | Biure Regató Negre                            |                                                      | IPA-43612     | Carregueu una nova foto d'aquest monument                                                                        |
| Barraca de pedra seca al Regató Negre 4           | BCIL 2014   | Obra popular               | Biure Regató Negre                            |                                                      | IPA-43613     | Carregueu una nova foto d'aquest monument                                                                        |
| Barraca de pedra seca a les Moleres 6             | BCIL 2014   | Obra popular XIX-XX        | Biure Les Moleres                             |                                                      | IPA-43614     | Carregueu una nova foto d'aquest monument                                                                        |
| Barraca de pedra seca a Passamilans 7             | BCIL 2014   | Obra popular XIX-XX        | Biure Passamilans                             |                                                      | IPA-43615     | Carregueu una nova foto d'aquest monument                                                                        |
| Barraca de pedra seca al Clot de les Barraques 12 | BCIL 2014   | Obra popular XIX-XX        | Biure Clot de les Barraques                   |                                                      | IPA-43616     | Carregueu una nova foto d'aquest monument                                                                        |
| Barraca de pedra seca al Clot de les Barraques 13 | BCIL 2014   | Obra popular XVII-XVIII    | Biure Clot de les Barraques                   |                                                      | IPA-43617     | Carregueu una nova foto d'aquest monument                                                                        |
| Barraca de pedra seca als Forns de l'Eloi 17      | BCIL 2014   | Obra popular XIX-XX        | Biure Forns de l'Eloi                         |                                                      | IPA-43618     | Carregueu una nova foto d'aquest monument                                                                        |
| Barraca de pedra seca als Forns de l'Eloi 21      | BCIL 2014   | Obra popular XIX-XX        | Biure Forns de l'Eloi                         |                                                      | IPA-43619     | Carregueu una nova foto d'aquest monument                                                                        |
| Barraca de pedra seca als Tipanys 26              | BCIL 2014   | Obra popular XIX-XX        | Biure Els Tipanys                             |                                                      | IPA-43620     | Carregueu una nova foto d'aquest monument                                                                        |
| Barraca de pedra seca a prop del Cementiri 31     | BCIL 2014   | Obra popular XIX-XX        | Biure Cementiri                               |                                                      | IPA-43621     | Carregueu una nova foto d'aquest monument                                                                        |
| Barraca de pedra seca al Clot de les Barraques 35 | BCIL 2014   | Obra popular XIX-XX        | Biure Clot de les Barraques                   |                                                      | IPA-43622     | Carregueu una nova foto d'aquest monument                                                                        |
| Barraca de pedra seca a l'Hostal Nou 62           | BCIL 2014   | Obra popular XIX-XX        | Biure Hostal Nou                              |                                                      | IPA-43623     | Carregueu una nova foto d'aquest monument                                                                        |
| Can Machacau                                      | BCIL 2007   |                            | Biure Pl. de la Constitució, 4                | 42° 20′ 16″ N, 2° 53′ 43″ E / 42.33765°N,2.89515°E   | IPA-45906     | Carregueu una nova foto d'aquest monument                                                                        |
| Can Gallart                                       | BCIL 2007   |                            | Biure C. Mestre Lluís Rocalba, 1              | 42° 20′ 10″ N, 2° 53′ 48″ E / 42.33620°N,2.89655°E   | IPA-45907     | Carregueu una nova foto d'aquest monument                                                                        |